# Eocencyrtus zerovae
Eocencyrtus zerovae — викопний вид дрібних стебельчасточеревних комах з роду Encyrtus (родина Encyrtidae). Виявлений в європейських викопних залишках (Польща, Україна, рівненському бурштині, еоцен, близько 33—37 млн років).

## Опис
Вид Eocencyrtus zerovae вперше описаний у 2001 році українським ентомологом Сергієм Анатолійовичем Сімутніком (Інститут зоології імені І. І. Шмальгаузена НАН України, Київ, Україна). Другий викопний представник паразитичної родини Encyrtidae після описаного раніше виду Encyrtus clavicornis. Назва виду E. zerovae дана на честь українського гіменоптеролога, доктора біологічних наук Марини Дмитрівної Зерової (Київ).